# A Carnival Christmas
A Carnival Christmas è un EP del gruppo Horrorcore Insane Clown Posse.

## Tracce
1. Santa's a Fat Bitch – 4:22
2. Red Christmas – 5:15
3. Santa Killas – 5:57
4. It's Coming – 4:09

## Formazione
- Violent J - voce
- Shaggy 2 Dope - voce
- Mike E. Clark - turntables, produttore